# Joaquim Cadafalch i Bugunyà
Joaquim Cadafalch i Bugunyà (Terrassa, 1815 - Barcelona, 16 d'octubre de 1883), fou un jurista defensor del dret català. Va ser president de l'Ateneu Català (1871) i l'Ateneu Barcelonès (1878).
Fill de Pere Cadafalch de Sant Llorenç Savall i de Maria Àngela Bugunyà de Terrassa. Era l'oncle per part de mare de Josep Puig i Cadafalch.
Políticament va ser membre del partit moderat, i com a jurista, fou membre de la Fundació Savigny i de l'Acadèmia de Jurisprudència i Legislació.
Va ser regidor de l'Ajuntament de Barcelona nomenat per Alfons XII el 1875 amb l'alcalde Ramon Maria de Sentmenat i Despujol.
Va publicar:
- «¿Conviene unificar la legislación de las diversas provincias de España sobre la sucesión hereditaria...?» (castellà), memòria premiada per la Reial Acadèmia de Ciències Morals i Polítiques el 1852
- Traducció de la «Constitució de Santacilia», de l'Acadèmia de les Bones Lletres[2]
- «Inconveniente de la Sucesión forzosa establecida en el proyecto de Código Civil», (castellà) Barcelona, 1852[2]
- «Prontuario de las acciones», (castellà) (1856)
- «Necesidad de la libertad de testar», (castellà) (1859)
- «Costumbres de Barcelona sobre las servidumbres de los predios urbanos y rústicos», (castellà) (1882)